# Список персонажей телесериала «Доктор Хаус»

## Роли и актёры первого плана

Главные персонажи телесериала (слева направо): Уилсон, Кэмерон, Чейз, Катнер, Тауб, Хаус, Тринадцатая, Форман, Кадди.

### Основные врачи
- Доктор Грегори Хаус (Хью Лори) — заведующий отделом диагностики. Основной персонаж сериала. Специализация — инфекционист и нефролог. Доктор Хаус не признаёт этических норм и предпочитает не общаться с пациентами. В связи с инфарктом правой четырёхглавой мышцы пользуется тростью при ходьбе. Последствия перенесённого заболевания вызывает постоянные боли и вынуждает его принимать содержащий опиаты препарат викодин. Несмотря на плохие манеры и отвратительное поведение, Хауса считают великим врачом, чей нетрадиционный подход и врачебная интуиция спасает жизни и заслужила ему особое положение в больнице.

- Доктор Лиза Кадди (Лиза Эдельштейн) — главный врач больницы. Специализация — эндокринолог. Доктор Кадди окончила Университет штата Мичиган, где и познакомилась с Грегори Хаусом. В 29 лет, приписав себе лишние два года возраста, стала главврачом. Кадди — один из немногих персонажей сериала, который может соперничать с Хаусом в остроумии (вторым является доктор Уилсон). Часто критикует Хауса, но доверяет его медицинскому чутью. По ходу сериала выясняется, что она спасла карьеру Хауса, приняв его на работу после того, как его уволили из нескольких клиник. Хаус неоднократно заявлял, что она является «второсортным врачом».

В седьмом сезоне Кадди и Хаус поддерживали серьёзные отношения и даже планировали пожениться. Однако Кадди прервала эти отношения, а затем покинула больницу после того, как Хаус въехал на машине в её дом. (На самом деле, «уход Кадди» связан с отказом Лизы Эдельштейн продлить подписанный на семь сезонов контракт.)

### Диагностическая команда
- Сезоны 1-3

Хаус нанял в свою команду трёх молодых докторов по различным причинам:
- - Доктор Эллисон Кэмерон
  - Доктор Роберт Чейз
  - Доктор Эрик Форман
- Сезоны 4-5

В конце третьего сезона Хаус увольняет Чейза, из-за симпатий к нему увольняется Кэмерон. Форман тоже подаёт заявление об увольнении. В начале четвёртого сезона Хаус начал длительный конкурс, чтобы выбрать новых врачей диагностического отделения: он временно нанял 40 докторов, постепенно их увольняя. Это продолжалось в течение первой половины 4 сезона (4.02—4.09) (до серии «Игры»). Также Кадди снова нанимает Формана (в серии «Ангелы-хранители»). Его окончательная команда:
- - Доктор Лоренс Катнер (до 20 серии 5-го сезона)
  - Доктор Крис Тауб
  - Доктор Реми «Тринадцатая» Хэдли.
  - Доктор Эрик Форман
- Сезон 6

В начале сезона временным начальником диагностической медицины становится Эрик Форман. А Грегори Хаус возвращается как консультант, а после восстановления врачебной лицензии вновь становится главой отделения. В течение сезона команда несколько раз меняется:
- - Доктор Эрик Форман (временный глава отделения, 6.03-6.08)
  - Доктор Грегори Хаус (временный консультант, 6.04-6.08; позже снова глава отделения)
  - Доктор Эллисон Кэмерон (возвращается в команду, 6.04-6.08)
  - Доктор Роберт Чейз (возвращается в 6.04)
  - Доктор Реми «Тринадцатая» Хэдли (уходит в 6.03, возвращается в 6.08)
  - Доктор Крис Тауб (уходит в 6.03, возвращается в 6.08)
- Сезон 7

В начале седьмого сезона (в серии «Что теперь?») Тринадцатая исчезает в неизвестном направлении. На её место Кадди заставляет Хауса нанять Мастерс. В эпизоде «Раскопки» Тринадцатая возвращается в команду.
- - Доктор Эрик Форман
  - Доктор Роберт Чейз
  - Доктор Крис Тауб
  - Доктор Реми «Тринадцатая» Хэдли (7.01, 7.18-7.23)
  - Марта М. Мастерс (7.06-7.19)
- Сезон 8

Спустя год, Хаус возвращается в Принстон-Плэйнсборо.
- - Доктор Чи Пак (8.02-8.22)
  - Доктор Джессика Адамс (8.03-8.22)
  - Доктор Реми «Тринадцатая» Хэдли (8.03, 8.21-8.22)
  - Доктор Крис Тауб (8.05-8.22)
  - Доктор Роберт Чейз (8.05-8.20, 8.22)

| Персонаж                 | Актёр              | Должности | Области медицины                                  |
| ------------------------ | ------------------ | --- | ------------------------------------------------- |
| Грегори Хаус             | Хью Лори           | - Руководитель отделения диагностической медицины | - Инфекционные заболевания - Нефрология           |
| Лиза Кадди               | Лиза Эдельштейн    | - Управляющий госпиталем Принстон-Плейнсборо (1—7) - Декан медицинского факультета - Член правления Госпиталя Принстон-Плейнсборо - Член комитета по трансплантации органов                                                                             | - Эндокринология                                  |
| Джеймс Уилсон            | Роберт Шон Леонард | - Руководитель отделения онкологии - Член правления Госпиталя Принстон-Плейнсборо - Член комитета по трансплантации органов | - Онкология                                       |
| Эрик Форман              | Омар Эппс          | - Врач, отделение диагностической медицины (1—3, 4.04—7) - Руководитель отделения диагностической медицины (6.02—6.07) - Руководитель отделения диагностической медицины в Госпитале Мерси (4.01—4.03) - Управляющий госпиталем Принстон-Плейнсборо (8) | - Неврология                                      |
| Эллисон Кэмерон          | Дженнифер Моррисон | - Врач, отделение диагностической медицины (1—3, 6.03—6.07, 8.22) - Врач-координатор, отделение экстренной медицинской помощи (4—6) - Член бюджетного комитета - Заместитель управляющего госпиталем (5.13)                                             | - Иммунология                                     |
| Роберт Чейз              | Джесси Спенсер     | - Врач, отделение диагностической медицины (1—3, 6.03—8.20) - Хирург, (4—6.03) - Руководитель отделения диагностической медицины (8.22) | - Интенсивная терапия - Хирургия                  |
| Крис Тауб                | Питер Джейкобсон   | - Врач, отделение диагностической медицины (4.02—6.02, 6.08—) | - Пластическая хирургия                           |
| Лоренс Катнер            | Кэл Пенн           | - Врач, отделение диагностической медицины (4.02—5.20) | - Спортивная медицина - Реабилитационная медицина |
| Реми Хадли (Тринадцатая) | Оливия Уайлд       | - Врач, отделение диагностической медицины (4.02—6.02, 6.08—) | - Медицина внутренних органов                     |
| Эмбер Волакис            | Энн Дудек          | - Врач, отделение диагностической медицины (4.02—4.09, 8.22) | - Радиология                                      |
| Марта М. Мастерс         | Эмбер Тэмблин      | - Студент-медик, отделение диагностической медицины (7.06—7.19, 8.22) | - Радиология                                      |
| Чи Пак                   | Шарлин И           | - Врач, отделение диагностической медицины (8.2-8.22) | - Неврология                                      |
| Джессика Адамс           | Одетт Эннэйбл      | - Врач, отделение диагностической медицины (8.3-8.22) | - Тюремный врач                                   |

## Роли и актёры второго плана
- Р. Ли Эрми — Джон Хаус, отец Грегори (эпизоды 2х05, 5х04)
- Дайан Бэйкер — Блайт Хаус, мать Грегори (эпизоды 2х05, 5х04)
- Чи МакБрайд — Эдвард Воглер, спонсор больницы. Некоторое время заседал в совете правления. (эпизоды 1х14 — 1х18)
- Сила Уорд — Стейси Уорнер, бывшая гражданская жена Хауса (эпизоды 1х21 — 2х11)
- Дэвид Морс — детектив Триттер (эпизоды 3х05 — 3х11)
- Дженнифер Кристал — Рейчел Тауб, жена Криса Тауба (эпизоды 4х16, 5х03, 5х07, 5х14, 5х18, 5х24)
- Лейтон Мистер — Али, молодая девушка, которая влюбляется в Хауса (эпизоды 3х03 — 3х04)
- Робин Танни — Ребекка Адлер (Эпизод 1×01 — «Пилотная серия» / «Все лгут»)
- Скотт Мекловиц — Дэн (эпизод 1х02 — «Отцовство»)
- Доминик Пёрселл — Эд Сноу (эпизод 1х07 — «Верность»)
- Гарри Ленникс — Джон Генри Гайлс (Эпизод 1×09 — «Отказ от реанимации»)
- Аманда Сейфрид — Пэм (эпизод 1х11 — «Детоксикация»)
- Кларк, Сара — Карли Форлано (эпизоды 1х14)
- Синтия Никсон — Аника (эпизод 2х09 — «Обман»)
- Кэмерон Ричардсон — Алекс (эпизод 2х13 — «Внешность обманчива»)
- Грег Гранберг — Рональд Ньюбергер (эпизод 2х14 — «Секс убивает»)
- Мишель Трахтенберг — Мелинда (эпизод 2х16 — «Защищённая от опасностей»)
- Джейма Мейс — Ханна (эпизод 2х18 — «Не будите спящую собаку»)
- Шерил Ли — Стефани (эпизод 3x02)
- Фьюгит Патрик — Джек Уолтерс (Эпизод 3х08)
- Скайлер Джизондо — Клэнси Грин (эпизод 3×2 — «Каин и Авель»)
- Джейсон Уинстон Джордж — пожарный (эпизод 3×11 — «Слова и дела»)
- Педж Вахдат — Hamid (эпизод 3×18 — «В воздухе»)
- Джоэль Мур — Eddie (эпизод 3×19 — «Веди себя по-взрослому»)
- Карла Галло — Janie (эпизод 3×19 — «Веди себя по-взрослому»)
- Пайпер Перабо — Хони (эпизод 3х22 — «Увольнение»)
- Майкл Мишель — доктор Самира Тёрзи (эпизоды 4x06-4x07)
- Стив Валентайн — Флинн (эпизод 4х08 — «Лучше вам не знать»)
- Мира Сорвино — доктор Кейт Милтон (эпизод 4х11 — «Замёрзшая»)
- Кристина Анапау — Мари (эпизод 4х14 — «Воплощая мечты»)
- Фелиция Дэй — Эйрл (эпизод 5х02 — «Не рак»)
- Эван Питерс — Оливер (эпизод 5х09 — «Крайний шаг»)
- Битси Таллок — Уитни (эпизод 5х11 — «Возрадуйся миру»)
- Меган Джетт Мартин — Сара (эпизод 5х11 — «Возрадуйся миру»)
- Лукас Тилл — «Саймон» (эпизод 5х11 — «Возрадуйся миру»)
- Джулия Кэмпбелл — Мелани (эпизод 5х16 — «Хорошая сторона»)
- Линдси Маккеон — Фрэнни (эпизод 5х21 — «Спасители»)
- Эштон Холмс — Скот (эпизод 5х24 — «Обе половинки вместе»)
- Майкл Уэстон — Лукас Дуглас, частный детектив. В пятом сезоне Хаус нанимает его следить за своими сотрудниками, а потом — за Кадди и Уилсоном. В шестом сезоне Лукас начинает встречаться с Кадди, но в конце сезона роман заканчивается из-за Хауса
- Потенте, Франка — Лидия (эпизоды 6х01, 6х02)
- Андре Брогер — доктор Нолан (эпизоды 6х01 — 6х02, 6х21)
- Джеймс Эрл Джонс — диктатор Дибала (эпизод 6х04)
- Ник Чинланд — Эдди (эпизод 6х10 — «Под прикрытием»)
- Орландо Джонс — Маркус, брат Эрика Формана (эпизод 6х13)
- Мэттью Лин Лиллард — Джек, рок-музыкант (эпизод 7x9)
- Кенди Берген — Арлен Кадди, мать Лизы Кадди (7х11 и далее). Имеет тяжёлый характер и пристрастие к алкоголю.
- Каролина Выдра — Доминика Петрова, фиктивная жена Хауса, вступившая с ним в брак с целью получения гражданства; занимается у Хауса домашним хозяйством (эпизоды 7х17, 8х13, 8х14)

## Приглашённые звезды
- Робин Танни — Ребекка Адлер, воспитательница детского сада (эпизод 1×1 — «Все лгут»)
- Доминик Перселл — Эд Сноу (эпизод 1x7 — «Верность»)
- Аманда Сейфрид — Пам (эпизод 1×11 — «Детоксикация»)
- Дэвид Хенри — Томми (эпизод 1×13 — «Проклятый»)
- Дэрил Сабара — Габриэль Рейлих (эпизод 1×13 — «Проклятый»)
- Кармен Электра — играет саму себя (эпизод 1х21 — «Три истории»)
- Рэндалл Парк — Брэд (эпизод 2×2 — «Аутопсия»)
- Саша Питерс — Энди (эпизод 2×2 — «Аутопсия»)
- Синтия Никсон — Эника Йованович (эпизод 2×9 — «Обман»)
- Эль Фэннинг — Стелла Далтон (эпизод 2×11 — «Необходимые знания»)
- Скайлер Джизондо — Клэнси Грин (эпизод 3×2 — «Каин и Авель»)
- Шерил Ли — Стефани, мать Клэнси Грина (эпизод 3×2 — «Каин и Авель»)
- Дэвид Морс — больной Майкл Триттер (эпизод 3х5 — «Любовь Зла»)
- Джейсон Уинстон Джордж — пожарный (эпизод 3×11 — «Слова и дела»)
- Винник, Кэтрин — Ева (эпизод 3х12 — «Один день, одна комната»)
- Тайсон Риттер — играет самого себя (эпизод 3х17 — «Положение плода»)
- Педж Вахдат — Hamid (эпизод 3×18 — «В воздухе»)
- Джоэль Мур — Эдди (эпизод 3×19 — «Веди себя по-взрослому»)
- Карла Галло — Джени (эпизод 3×19 — «Веди себя по-взрослому»)
- Джереми Реннер — Джимми Куидд (эпизод 4х9 — «Игры»)
- Фред Дёрст — бармен (эпизод 4х16 — «Сердце Уилсона»)
- Мит Лоуф — Эдди (эпизод 5х20 — «Простое объяснение»)
- Саша Александр — Нора (эпизод 6×10 — «Под прикрытием»)
- Винесса Шоу - доктор Келли Бенедикт( эпизод 7х4 - «Массажная терапия)
- Патрик Стамп — Мика (эпизод 8х17 — «Нам нужны яйца»)